# Fish Leong
Fish Leong Jing Ru (cinese tradizionale: 梁靜茹; cinese semplificato: 梁静茹; pinyin: Liáng Jìngrú; Negeri Sembilan, 16 giugno 1978) è una cantante malaysiana naturalizzata taiwanese, la cui famiglia è originaria di Shunde, Guangdong, in Cina.
Soprannominata Regina delle Canzoni d'Amore a causa delle sue ballate a tema amoroso, ha raggiunto il successo nelle regioni asiatiche di Taiwan, Cina continentale, Hong Kong, Malaysia, Singapore e Giappone.

## Biografia
Leong è nata a Kuala Pilah, regione di Negeri Sembilan, in Malaysia con il nome originale di Leong Chui Peng (caratteri cinesi: 梁翠萍; pinyin: Liáng Cùipíng), ed è cresciuta nella cittadina di Bahau. Ha iniziato la sua carriera come cantante di cover in un locale dal nome Hai Luo Music Cafe, ed è la cugina di un altro cantante mandopop malaysiano, Z-Chen.
Durante gli anni dell'adolescenza, Leong ha partecipato a diverse competizioni canore locali, e ne ha vinte alcune. È stata scoperta dal veterano del mandopop taiwanese Jonathan Lee durante una di esse, tenutasi ad Hai Luo. Nell'ottobre del 1997 la cantante ha dato avvio alla sua carriera ufficiale a Taiwan, dopo aver firmato un contratto con l'etichetta discografica locale Rock Records. Il suo nome d'arte, Fish, è dovuto al fatto che l'ultimo carattere del suo nome, 茹, ha un suono simile alla parola "pesce" (魚) in cantonese. Il suo album di debutto, Yí Yè Zhǎng Dà (一夜長大), è stato pubblicato dopo due anni dalla firma del contratto, tuttavia la carriera della cantante ha avuto una seria svolta solo dopo il successo del suo secondo album, Yǒng Qì (勇氣), il cui titolo viene tradotto come coraggio. Il singolo che dà il titolo all'album, Courage, invita ad avere coraggio in amore, soprattutto nelle relazioni proibite. Da quel primo singolo, Leong ha continuato a cantare canzoni che trattano dei diversi stadi dell'innamoramento, dalla scoperta del primo amore in Quiet Summer alla vita dopo una rottura in Happy Breakup.
Leong ha collaborato con diversi artisti, compositori e produttori prominenti nella scena musicale cinese, tra i quali ricordiamo Leehom Wang ed Ashin dei Mayday. Ha inoltre duettato con diversi cantanti compatrioti, tra i quali Guang Liang, Pin Guan e Yu Heng. Sin dal suo debutto nel 1999, Leong ha pubblicato 12 album solisti, tra i quali quello con le migliori vendite è stato The Power of Love, con 1.5 milioni di copie vendute in tutta l'Asia (300.000 a Taiwan, 35.000 in Malaysia e 40.000 a Singapore). Wings Of Love, il suo settimo album e doppio disco di platino, è rimasto nella prima posizione della classifica di vendite singaporiana RIAS per due settimane, ed è rimasta nella top 15 per più di due mesi. Il suo album del 2005, Silk Road, ha venduto un milione di copie in tutta l'Asia. I suoi successi le hanno procurato una serie di premi e riconoscimenti in diverse cerimonie di premiazione musicale tenutesi in tutte le regioni del Sudest asiatico, oltre che un record nel libro dei record malaysiani per essere stata la cantante locale che ha ricevuto più premi in assoluto.

## Discografia
In assenza del nome inglese ufficiale, il titolo dell'album è dato in pinyin con traduzione approssimativa.

### Album
| Titolo inglese/pinyin               | Titolo cinese tradizionale | Titolo cinese semplificato | Data di pubblicazione |
| ----------------------------------- | -------------------------- | -------------------------- | --------------------- |
| Yí Yè Zhǎng Dà (Grown Up Overnight) | 一夜長大                   | 一夜长大                   | 17 settembre 1999     |
| Yǒng Qì (Courage)                   | 勇氣                       | 勇气                       | 2 agosto 2000         |
| Shining Star                        | 閃亮的星                   | 闪亮的星                   | 26 giugno 2001        |
| Sunrise                             | 我喜歡                     | 我喜欢                     | 7 febbraio 2002       |
| Beautiful                           | 美麗人生                   | 美丽人生                   | 12 febbraio 2003      |
| The Power of Love                   | 戀愛的力量                 | 恋爱的力量                 | 25 novembre 2003      |
| Wings of Love                       | 燕尾蝶                     | 燕尾蝶                     | 9 settembre 2004      |
| Silk Road of Love                   | 絲路                       | 丝路                       | 16 settembre 2005     |
| Kissing The Future of Love          | 親親                       | 亲亲                       | 6 ottobre 2006        |
| j'Adore                             | 崇拜                       | 崇拜                       | 9 novembre 2007       |
| Today is Our Valentine's Day        | 今天情人節                 | 今天情人节                 | 28 agosto 2008        |
| Fall in Love & Songs                | 靜茹＆情歌-別再為他流淚    | 静茹＆情歌-别再为他流泪    | 16 gennaio 2009       |

## Premi

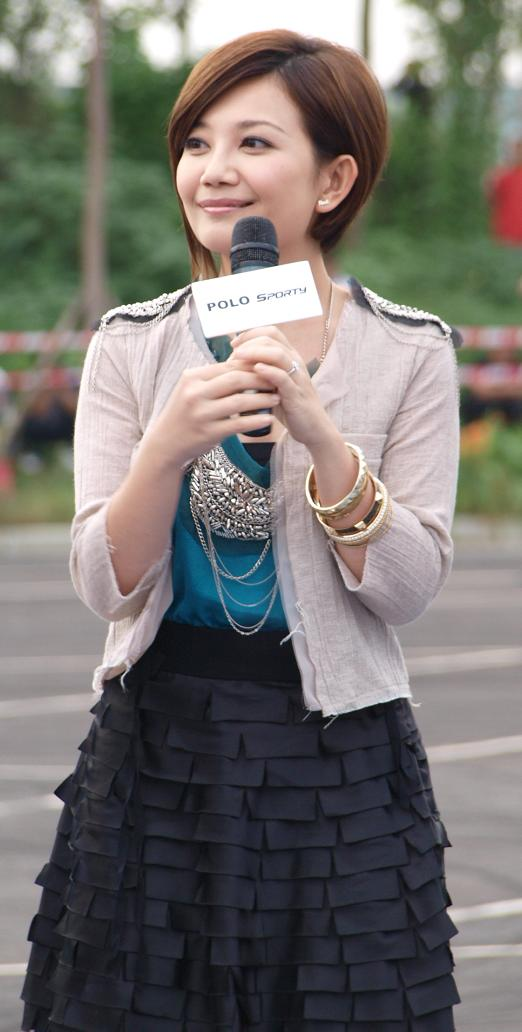
Fish Leong a Chengdu, in Sichuan

### 2000
- KTV più popolare: "Courage"

### 2001
- Miglior canzone regionale (Taiwan) dell'anno: "Unconditionally For You"

### 2002
- MTV Top 20: Cantanti donne preferite
- I preferiti dagli ascoltatori di HIT FM: Happy Break-Up
- HIT FM: Singolo in Top 10 (Happy Break-Up)
- HIT FM: Cantante regionale più popolare (Malaysia)
- HIT FM: KTV più popolare (Happy Break-Up)
- Entertainment Association of Malaysia Awards: Singolo in Top 10 (Courage)
- Hong Kong TVB8: Miglior composizione (Happy Break-Up)
- Taiwan Channel V: Singolo in Top 10 (Happy Break-Up)
- Singapore Golden Hits Awards: Miglior cantante donna
- Global Chinese Music Awards: Singolo in Top 10 (For My Own Good)
- Global Chinese Music Awards: Cantante prominente malaysiana

### 2003
- Singapore Golden Hits Awards: Miglior cantante donna
- HIT FM: Cantante regionale più popolare (Malaysia)
- HIT FM: Singolo in Top 10 (For My Own Good)
- HIT FM: Karaoke preferito (For My Own Good)
- China Eastern Television: Cantante in Top 5

### 2004
- Singapore Golden Hits Awards: Cantante regionale più popolare (Malaysia)

### 2005
- Singapore Golden Hits Awards: Cantante regionale più popolare (Malaysia)
- Singapore Golden Hits Awards: Cantante donna più popolare
- HIT FM: Singolo in Top 10
- HIT FM Awards: Cantante con più singoli in classifica
- HIT FM Awards: Miglior cantante regionale
- HIT FM Awards: Singolo con il maggior numero di prime posizioni in classifica
- Quinti Global Chinese Music Awards: Singolo in Top 10
- Quinti Global Chinese Music Awards: Cantante donna in Top 5

### 2006
- TVBS Chinese Golden Chart Awards: Miglior cantante donna regionale
- TVBS Chinese Golden Chart Awards: Album più consigliato (Silk Road)
- 【V】Chinese Chart Awards: Miglior cantante donna
- Malaysia Book Of Records: Cantante cinese-malaysiana che ha vinto più premi

### 2007
- Music Radio Chinese TOP Charts Awards: Miglior cantante donna
- HIT FM HITO Awards: Miglior cantante regionale (Malaysia)
- Premio Gioventù prominente in Malaysia

### 2008
- Music Radio Chinese TOP Charts Awards: Cantante femminile più popolare
- Music Radio Chinese TOP Charts Awards: Miglior singolo (J'Adore)
- 2008 HIT FM HITO Music Awards: Singolo in Top 10 (J'Adore)
- 2008 HIT FM HITO Music Awards: Miglior cantante regionale (Malaysia)
- Nomination ai Diciannovesimi Taiwan Golden Melody Awards: Miglior cantante donna (per J'Adore)
- Singapore Hit Awards: Miglior cantante donna
- Singapore Hit Awards: Cantante regionale più prominente (Malaysia)
- Ottavi Global Chinese Music Awards: Cantante donna in Top 5
- Ottavi Global Chinese Music Awards: Singolo in Top 10